# Sinornis
Sinornis („čínský pták“) byl rod pravěkého ptáka ze skupiny Enantiornithes. Formálně byl popsán roku 1992, jedním z autorů popisu byl i americký paleontolog Paul Sereno. Podobným rodem byl například Noguerornis, popsaný v roce 1989 z území Španělska.

## Popis

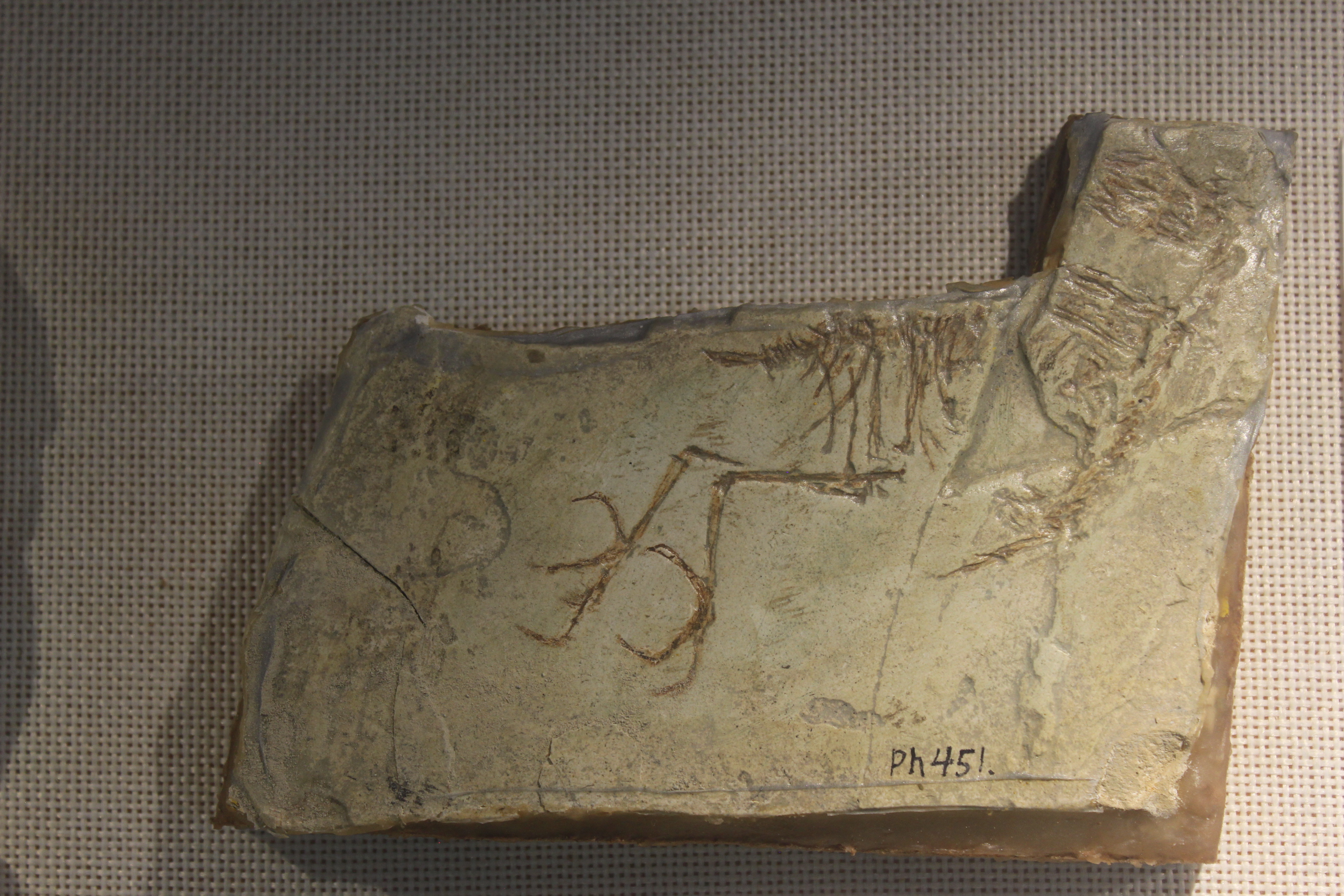
Sinornis - fosilie v expozici muzea v Pekingu.

Tito pravěcí ptáci žili v období spodní křídy (geologický věk apt, asi před 120 miliony let) na území dnešní severovýchodní Číny (provincie Liao-ning). Podle anatomických adaptací na kostře byl tento opeřenec zdatným letcem, uměl ale také šplhat a držet se na větvích stromů (hřadovat). Jedná se o prvního enantiornita, známého podle téměř kompletní kostry. Délka jeho těla činila přibližně jen 14 centimetrů, patřil tedy k malým opeřencům. Jeho hmotnost pravděpodobně činila jen kolem 35 gramů, podle jiných odhadů asi 15 až 20 gramů.